# Leichtathletik-Halleneuropameisterschaften 2017/Teilnehmer (Norwegen)
| Gelbes Symbol für Goldmedaillen mit stilisierten Olympischen Ringen | Graues Symbol für Silbermedaillen mit stilisierten Olympischen Ringen | Braundes Symbol für Bronzemedaillen mit stilisierten Olympischen Ringen |
| ------------------------------------------------------------------- | --------------------------------------------------------------------- | ----------------------------------------------------------------------- |
| —                                                                   | 1                                                                     | —                                                                       |

Aus Norwegen starteten vier Athletinnen und vier Athleten bei den Leichtathletik-Halleneuropameisterschaften 2017 in Belgrad, die eine Silbermedaille errangen.
Der norwegische Leichtathletikverband Norges Friidrettsforbund (NFIF) hatte eine 9-köpfige Mannschaft benannt, doch Ezinne Okparaebo sagte ab, da sie sich beim letzten Meeting der World Indoor Tour in Birmingham leicht verletzt hatte und mit Blick auf die Freiluftsaison und die Heimweltmeisterschaften in London kein Risiko eingehen wollte.

## Ergebnisse

### Frauen

#### Laufdisziplinen
| Athletin          | Disziplin | Vorlauf     | Vorlauf | Halbfinale         | Halbfinale         | Finale             | Finale             |
| Athletin          | Disziplin | Zeit        | Platz   | Zeit               | Platz              | Zeit               | Platz              |
| ----------------- | --------- | ----------- | ------- | ------------------ | ------------------ | ------------------ | ------------------ |
| Helene Rønningen  | 60 m      | 7,40 s SB   | 16      | 7,45 s             | 20                 | nicht qualifiziert | nicht qualifiziert |
| Hedda Hynne       | 800 m     | 2:04,88 min | 11      | nicht qualifiziert | nicht qualifiziert | nicht qualifiziert | nicht qualifiziert |
| Yngvild Elvemo    | 800 m     | 2:05,79 min | 14      | nicht qualifiziert | nicht qualifiziert | nicht qualifiziert | nicht qualifiziert |
| Isabelle Pedersen | 60 m      | 8,00 s      | 5       | 8,02 s             | 7                  | 8,01 s             | 5                  |

### Männer

#### Laufdisziplinen
| Athlet              | Disziplin | Vorlauf               | Vorlauf               | Halbfinale         | Halbfinale         | Finale             | Finale             |
| Athlet              | Disziplin | Zeit                  | Platz                 | Zeit               | Platz              | Zeit               | Platz              |
| ------------------- | --------- | --------------------- | --------------------- | ------------------ | ------------------ | ------------------ | ------------------ |
| Mauritz Kåshagen    | 400 m     | DQ (Fehlstart R162.7) | DQ (Fehlstart R162.7) | nicht qualifiziert | nicht qualifiziert | nicht qualifiziert | nicht qualifiziert |
| Filip Ingebrigtsen  | 1500 m    | 3:51,25 min           | 17                    | –––                | –––                | nicht qualifiziert | nicht qualifiziert |
| Henrik Ingebrigtsen | 3000 m    | 7:55,26 min           | 3                     | –––                | –––                | 8:00,93 min        | Silber             |
| Marius Vedvik       | 3000 m    | 8:06,69 min           | 15                    | –––                | –––                | nicht qualifiziert | nicht qualifiziert |